# Río Platte del Norte

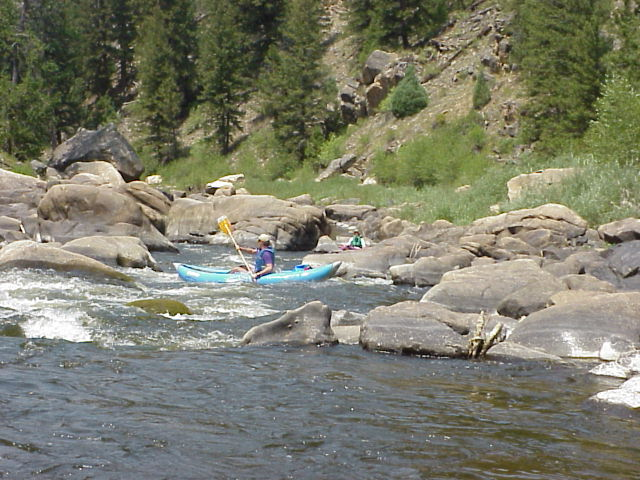
Canoas en el cañón Northgate, en el curso alto del río Platte del Norte, entre los estados de Colorado y Wyoming

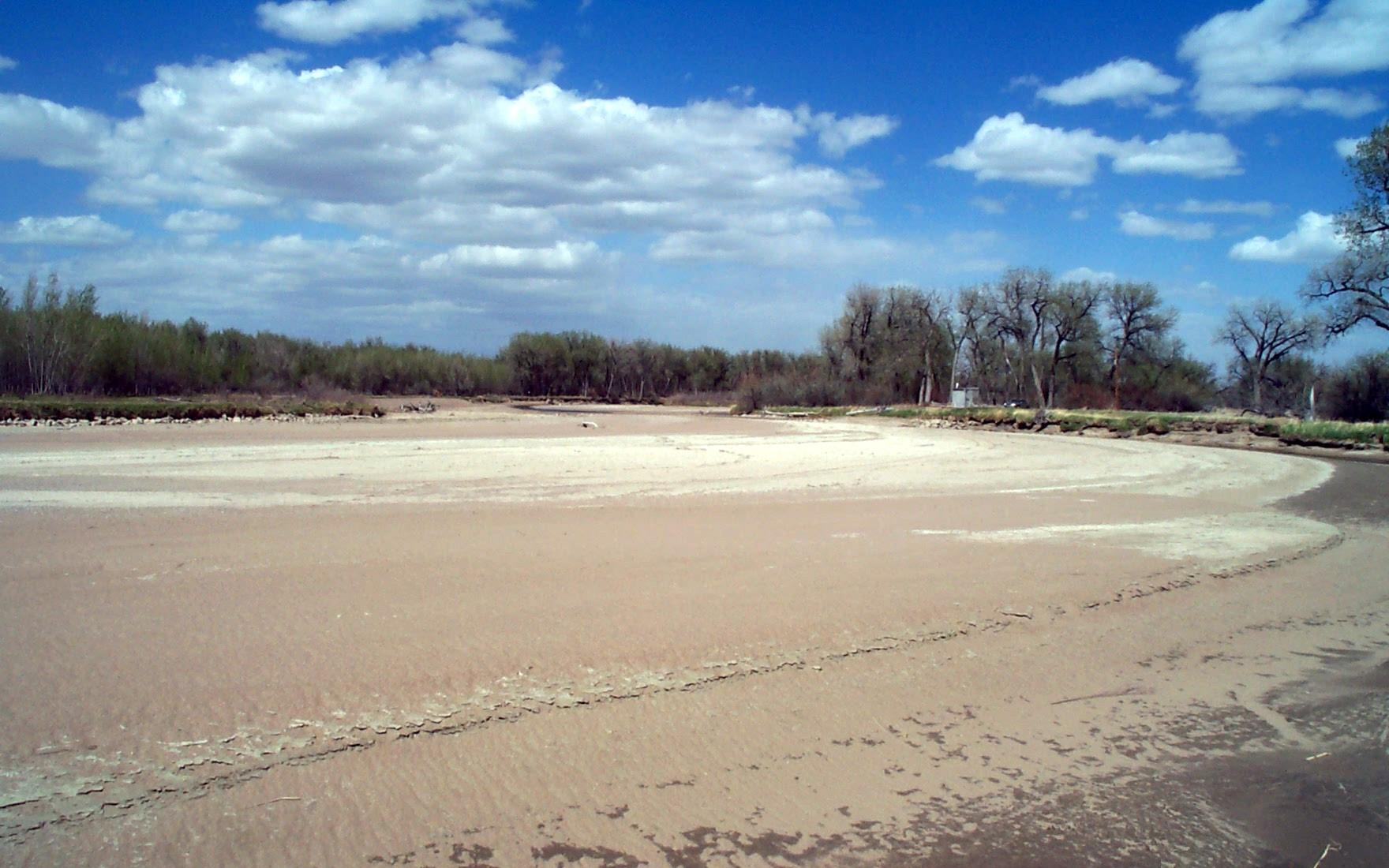
Curso seco del río Platte del Norte, en el condado de Goshen (Wyoming) durante la sequía de 2002.

El río Platte del Norte o río San Lorenzo (del inglés: North Platte River) es un río del Medio Oeste de los Estados Unidos, una de las dos fuentes del río Platte, a su vez afluente del río Misuri, que discurre por la vertiente oriental de las Montañas Rocosas y la parte central de las Grandes Llanuras. Tiene aproximadamente 1152 km de longitud, pero considerado el sistema conjunto Platte/Platte del Norte tiene una longitud de 1651 km, que lo sitúan entre los 15 ríos más largos de los Estados Unidos. Drena parte de la vertiente oriental de las Montañas Rocosas y una amplia región de la zona central de las Grandes Llanuras, y es el principal drenaje del este de Wyoming y el oeste de Nebraska.
Históricamente, el valle del río Platte del Norte fue muy importante en la expansión hacia el Oeste de Estados Unidos, discurriendo por su valle la Great Platte River Road, la principal ruta al oeste, en la que confluían, en Fort Kearny, otras tres rutas: la ruta de Oregón, la ruta Mormón y la ruta de California. El río nunca fue navegable salvo en épocas de crecida.
Administrativamente, el río discurre por los estados de Colorado, Wyoming y Nebraska.

## Geografía
El río Platte del Norte nace en el valle de North Park, en el centro de la parte septentrional del estado de Colorado, algo al sur de la localidad de Walden (734 habs. en 2000), en la vertiente oriental de la cordillera Park (Park Range). El río discurre en dirección norte, pasando cerca de Walden, al oeste, y entrando en Routh Acess en el cañón Northgate (Northgate Canyon), de unos 16 km de longitud. Al poco de entrar en el cañón, el río abandona Colorado y se interna por la parte meridional en el estado de Wyoming. El cañón, con varias zonas de rápidos, discurre a lo largo del lado occidental de las montañas Medicine Bow y finaliza en Six-Mile Gap. Luego el río llega a la localidad de Saratoga (1.736 hab.). Sigue en dirección norte y llega a la cola del embalse de Seminoe (inaugurado en 1939), en donde recibe, por la derecha, proveniente del Este, al río Medicine Bow, uno de sus principales afluentes, con una longitud de 314 km.
Aguas abajo, muy cerca, está el siguiente embalse, el de Pathfinder (inaugurado en 1909, a una altitud de 1782 m), y en el tramo embalsado recibe, por la izquierda procedente del Oeste, al río Sweetwater (241 km). Vira el río Platte Norte hacia el Noreste y en seguida llega a un nuevo tramo represado, el del embalse de Alcova (inaugurado en 1938) y prosigue en dirección Noreste, entre las montañas Granite, al oeste, y las montañas Laramie, al este.
Sale finalmente de las montañas cerca de la ciudad de Casper (49.644 hab.), la localidad más importante de todo su curso, en la parte central de Wyoming. Emprende dirección este corriendo a lo largo de la vertiente septentrional de las montañas Laramie, ya en la región de las Grandes Llanuras. Pasa por las localidades de Evansville (2255 habs.), Glenrock (2231 habs.) y Douglas (5288 habs.), donde comienza a virar hacia el Sureste, atravesando las llanuras de la parte oriental de Wyoming. Llega luego al embalse de Glendo (1958), en el Parque Estatal Glendo (Glendo Park State) y aguas abajo, muy cerca, al embalse de Guernsey (1927), en el Parque Estatal Guernsey (Guernsey Park State), cerca de la localidad homónima de Guernsey (1147 habs.). A continuación, sigue el río en la misma dirección Sureste hasta Fuerte Laramie (243 habs.) (Sitio Histórico Nacional), donde recibe, por la derecha y proveniente del Suroeste, al más importante de sus afluentes, el río Laramie (con una longitud de 348 km). Sigue el río Platte Norte aguas abajo pasando frente a Lingle (510 habs.) y Torrington (5776 habs.), pasada la cual abandona el estado de Wyoming.
Se adentra en el estado de Nebraska, por la parte central de su límite occidental, y discurre por su parte oeste, manteniendo la misma dirección ESE. Llega a las pequeñas localidades de Morrill (957 habs.), Mitchell (1831 habs.), Scottsbluff (14 732 habs.), Gering (7751 habs.), Minatare (810 habs.), Bayard (1247 habs.), Bridgeport (1594 habs.), Broadwater (140 habs.), Lisco (68 habs.), Oshkosh (887 habs.) y Lewellen (282 habs.). Llega nuevamente a la cola de otro gran embalse, el lago C.W. McConaughy —el mayor lago de Nebraska, con una longitud de 35 km y una superficie de 144 km²—, una importante instalación de riego y recreo para la región, en el condado de Keith, represado por la presa Kingley (inaugurada en 1941). Al este de la presa, el río fluye casi paralelamente al río Platte del Sur, separados sólo unos 8 km, en un tramo de unos 80 km de longitud. Pasa por Keystone, Nevens, Coker y North Platte (23 878 habs.), donde ambos ríos, finalmente, se unen para dar nacimiento al río Platte.
Históricamente, este río tenía una milla de ancho en muchos lugares, como lo demuestra el antiguo cauce y registros escritos. Hoy en día, el río Platte del Norte, cuando alcanza Paxton (614 habs.), es un arroyo fangoso debido al uso extensivo de sus aguas para el riego.
En Colorado y Wyoming, el río es más estrecho y mucho más rápido que en el estado de Nebraska, donde se convierte en una corriente anastomósica. El curso alto del río en las Montañas Rocosas es muy popular como área para la práctica del rafting y de la pesca con mosca de truchas arco iris y otros peces deportivos. En el oeste de Nebraska, las orillas y el cauce del río Platte del Norte son un oasis verde en medio de una región semiárida de América del Norte.

## Historia

Rutas al oeste a través de Nebraska, por el valle del río Platte y el Platte del Norte: la ruta Mormón, en azul; las rutas de Oregón y California y el Pony Express, en rojo; una ruta alternativa a la de Oregón/California, en rojo a rayas; rutas menos usadas, en naranja. Fort Kearny, donde confluían todas, es el punto negro.

En 1803 los Estados Unidos adquirieron la región por la Compra de Luisiana. En la temporada 1819-20, toda la región del río Platte fue explorada y cartografiada en una expedición de reconocimiento liderada por el mayor Stephen H. Long (1784–1864), en la que participaban destacadas naturalistas como los botánicos William Baldwin, Titian Peale y el entomólogo Thomas Say. En el mapa que Long publicó en 1822, dos años más tarde, el río Platte Norte aparece cartografiado como Nort Fork (ramal norte).
El valle del Platte del Norte comenzó a ser utilizado por los tramperos americanos y era remontado aguas arriba por los primeros pioneros que se dirigían al Territorio de Oregón. El Platte Norte pronto se consolidó como una de las etapas de la ruta de Oregón (Oregon Trail). Comenzaba la ruta en Independence o Kansas City y seguía a lo largo de la ribera sur del río Kansas, para cruzarlo en ferry, barcas o lanchas cerca de Topeka. Luego se ladeaba en dirección hacia la actual Nebraska, atravesando el valle del río Big Blue en su curso bajo y luego siguiendo el río Little Blue, hasta llegar a la ribera sur del río Platte, donde se construyó en 1848 Fort Kearney. La ruta seguía hasta la boca del North Platte, donde se remontaba el valle hasta llegar a la confluencia con el río Sweetwater, que se remontaba para cruzar luego la divisoria continental de las Américas por el South Pass (paso sur) y continuar la ruta hacia el Oeste.
En 1842, el gobierno encomendó al entonces teniente John C. Frémont, con su guía Kit Carson, el reconocimiento completo de toda la región del río Platte, llegando por el Platte del Norte hasta la cordillera del río Wind, en la divisoria continental y ascendiendo al pico que ahora lleva su nombre, el pico Fremont (4.189 m). En los mapas que cartografió en ese viaje, Frémont utilizó la palabra de la tribu otoe «Ne-brath-ka» (que significa, «tierra de aguas planas») para designar al río Platte y al Platte del Norte.
A partir de la fiebre del oro de California (1848) la ruta de Oregón también fue usada en su primer tramo para llegar a California, en la llamada ruta de California (California Trail). Los mormones usaron otra ruta, la ruta Mormón (Mormón Trail), a partir de la Compañía de vanguardia de 1847, una ruta que cruzaba el valle del río Platte por la margen izquierda pero que al llegar al Platte Norte seguía el mismo camino que la senda de Oregón. A partir de Fort Kearney, la ruta sería conocida como Great Platte River Road, la principal ruta al oeste, una especie de supercarretera del siglo XIX que recorría el Platte y continuaba por el valle del Platte Norte, y en la que ambos ríos proporcionaban agua dulce y algo de madera, y un camino abierto para los pioneros.
En la década de 1860, los valles del río Platte y el Platte Norte también sirvieron como ruta de paso de los jinetes del Pony Express.